# Tom Paris
Tom Paris, punim imenom Thomas Eugene Paris je lik iz Zvjezdanih staza: Voyager. Glumi ga Robert Duncan McNeill.

## Obitelj i Zvjezdana Flota
Paris je član obitelji koja je dala niz izvanrednih Flotinih časnika. Kao sin admirala Owena Parisa uvijek se osjećao pod pritiskom zbog visokih ciljeva koje mu je otac zadao. Njihov odnos nije bio sjajan, otac mu je često govorio kako je slab. Admiral Paris, iako je sudjelovao u razvoju i obrazovanju sina, ostao hladan i držao se na distanci.
Tom je obožavao ocean i plovidbu, te se želio pridružiti Federation Naval Patrol, no kako je njegov otac imao druge planove za njega, tu je ideju brzo odbacio. 
 S osam godina otkrio je da voli letjeti, kada ga je otac odveo na putovanje s letjelicom S klase. 
Čak i na Akademiji Zvjezdane Flote Paris je imao problema s ocem. 2360-tih admiral Paris mu je predavao strategiju preživljavanja. Nije bio blag prema svom sinu, te mu je zaključio B-.
Tujekom prve godine na Akademiji, Paris se zaljubio u Susie Crabtree. Nakon što je ona prekinula vezu, Tom je pao u depresiju i nije izlazio iz kreveta tjedan dana, što je rezultiralo jako lošom ocjenom iz Zvjezdane kartografije. Tom je za fizičko vježbanje u njegovom drugom semestru na Akademiji, izabrao Flotinu bazu izvan grada Marseillea, u Francuskoj. Za vrijeme semestra, većinu vremena je provodio u bistrou Chez Sandrine.
Nakon diplome iz astrofizike 2363. sudjelovao je u nesreći na Caldiku I. Pokušao je prikriti grešku koja je izazvala smrt troje časnika, zbog čega je izbačen iz Zvjezdane flote. Nakon odlaska iz Flote pridružio se Makijima, ali su ga uhitile federacijske vlasti na prvom zadatku. Određena mu je zatvorska kazna koju je odsluživao na Novom Zelandu, no 2371. dana mu je šansa za rehabilitaciju i pušten na zahtjev kapetanice Janeway. Postao je kormilar USS Voyagera, koji je kretao na svoju prvu misiju u Pustinji.

## Na Voyageru
Voyager na svojoj prvoj misiji biva odvučen u Delta kvadrant, oko 70,000 svjetlosnih godina udaljeno od Alfa kvadranta. Zbog situacije, Janeway je Tomu dopustila da postane član posade, i tako je postao kormilar s činom nižeg poručnika. Dodatni posao mu je bio da pomaže Doktoru u bolnici. Ubrzo se sprijateljio s Harryjem Kimom.
Tijekom misije na planetu Baneaca Tom biva optužen za ubojstvo Tolena Rena. Slike zadnjih trenutaka života Tolena usađene su u Parisov mozak, što je uzrokovalo štetu. No Tuvok je uspio otkriti pravu istinu o Tolenovoj smrti tj. Parisovu nevinost. Čak je uspio i dokazati da su slike u lažne.
Došao je u konflikt s Neelixom oko Kes. Naime, Parisa je počela privlačiti Kes nakon što joj je davao satove letenja. Paris i Neelix su uspjeli rješiti razmirice na misiji u kojoj su morali ovisiti jedan o drugome, i u kojoj su našli tuđinsku bebu o kojoj su zajedno brinuli do odlaska.
Tom je ušao u povijest kao prvi čovjek koji je uspio doseći brzinu warp 10. No to iskustvo je uzrokovalo razne mutacije, i njegov DNK je počeo ubrzano evoluirati. Nakon početne mutacije oteo je Janeway i pobjegao Voyageru kad je opet ubrzao u Warp 10. Njih dvoje su evoluirali su vodozemce i imali su troje djece, koje je Voyager ostavio na planetu. Doktor je uspio obrnuti proces i vratiti im stari izgled.
Nakon što su Kazonci preuzeli Voyager, Paris je s grupom Talaksijanaca povratio kontrolu nad letjelicom, uz veliku pomoć od strane Doktora i Lona Sudera, koji je poginuo na dužnosti. 2375. degradiran je u čin zastavnika i stavljen u pritvor na 30 dana jer je pokušao riješiti ekološki problem nestajanja oceana na planetu koji je cijeli bio ocean. Moneanci, vrsta koja živi u oceanu nistu htjeli pomoć. Kasnije je ponovno unaprijeđen u čin nižeg poručnika.
Paris je sudjelovao u borbi između Borga i Vrste 8472 nakon što je Janeway odlučila sklopiti pakt s Borgom, koji im je trebao omogućili slobodan prolaz kroz njihov dio svemira. No kako je Borg izdao Voyager, Paris je spasio Janeway i Sedmu.
2375. izgradio je Delta Flyer, letjelicu koja je prvenstveno izgrađena za neprijateljski Delta kvadrant. Kapetanica Janeway je odobrila izgradnju. Iako vrlo čvrsta i pouzdana letjelica, ona ima određene nedostatke – teže se priviknuti na upravljanje letjelicom zbog ugradnje određenih komponenti koje su se tu našle zbog Parisove opsjednutosti holoprogramom "Kapetan Proton".
Kada je 2376. godine na jednom zadatku njihov šatl bio uništen, Tom je priznao B'Elanni da ju voli. Mislili su da će umrijeti, ali ih je Voyager našao. Vjenčali su se 2377. godine i dobili kćer Miral. Vratio se zajedno s Voyagerom u Alfa kvadrant 2378.

## Važni događaji
2359. - Upisao je Akademiju Zvjezdane flote.

2363. - Diplomirao na Akademiji, dobiva posao na federacijskom brodu Exeter.

2369. - Nemarom uzrokovao nesreću i smrt trojice pilota. Iako je pokušao sakriti dolaze, na kraju priznaje krivnju. Otpušten je iz Flote i pridružuje se Makijima. Na prvoj misiji biva uhićen te mu je suđeno zbog izdaje. Osuđen je na 18 mjeseci zatvora u Federacijskoj kaznenoj koloniji na Novom Zelandu.

2371. -  Kapetanica Janeway mu nudi izlaz iz zatvora u zamjenu za njegove pilotske vještine prilikom hvatanja Makija u Pustinji. Paris pristaje - Janeway postavlja za pilota Voyagera i vraća mu čin poručnika.

2372. - Postaje prvi čovjek koji je probio granicu warp 10, beskonačnu brzinu.

2375. - Osuđen je na 30 dana zatvora zbog nepoštivanja zapovijedi tijekom Voyagerova susreta s planetom-oceanom, te je degradiran u čin zastavnika.

2377. - Stupa u brak s poručnicom B'Ellanom Torres.

2378. - Na Voyageru se vraća u Alfa kvadrant i dobiva kćer Miral.